# Alamo (Nevada)
Alamo, Nevada ist eine Kleinstadt im Lincoln County im US-Bundesstaat Nevada. Sie liegt an der U.S. Route 93 und ist die größte Ortschaft im Pahranagat Valley.
Der Ort umfasst Farmland mit einer Gesamtfläche von 78,4 km². Das U.S. Census Bureau hat bei der Volkszählung 2020 eine Einwohnerzahl von 785 ermittelt. Damit beträgt die Bevölkerungsdichte 10 Einwohner je km². Die Haupteinnahmequelle ist die Landwirtschaft.
Alamo (spanisch für Pappel) wurde im Juli 1901 von den vier Farmern Fred Allen, Mike Botts, Bert Riggs and William Stewart aus Fredonia, Arizona gegründet. 1905 wurde die Poststation eingeweiht. Seinen Namen erhielt der Ort von den mit Pappeln bewachsenen Auen in der Umgebung.
Drei Kilometer westlich von Alamo befindet sich das Alamo Landing Field, der am nächsten gelegene zivile Flugplatz zur Area 51. Ungefähr 6,4 Kilometer südlich befindet sich der Pahranagat Lake, Wasserreservoir für Alamo, beliebter Ort für Angler und Wasservogeljäger und Kernbereich des Pahranagat National Wildlife Refuge, eines von der Regierung ausgewiesenen Naturschutzgebietes.

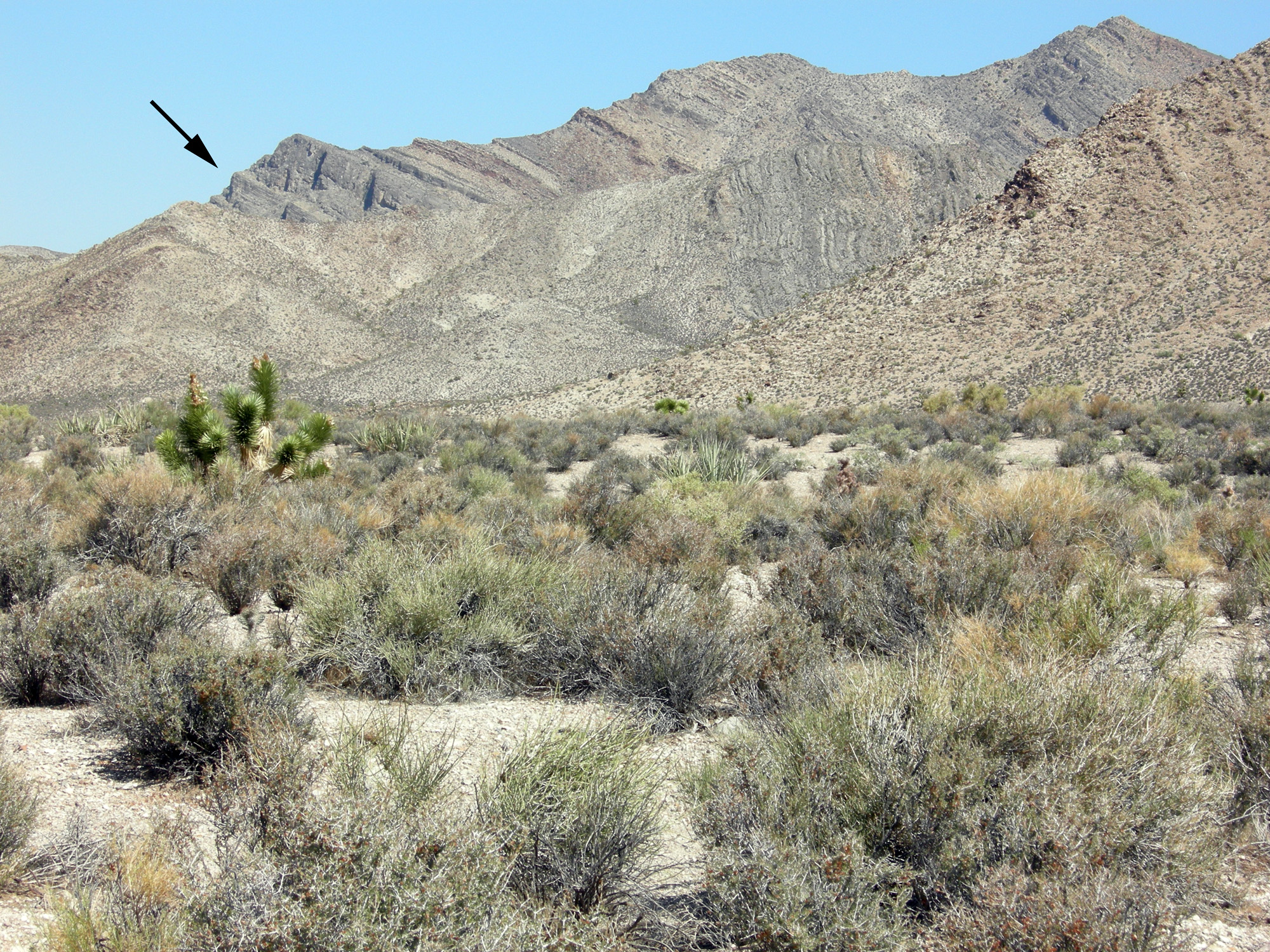
Alamo-Megabrekzie (durch Pfeil gekennzeichnet)

Zwischen Rachel und Alamo liegt die Alamo-Megabrekzie, ein Einschlagkrater, der durch eine Bolidenexplosion im Spätdevon entstanden ist.